# Демарат от Коринт
Демарат от Коринт (на латински: Demaratus) е баща на петия цар на Рим – Луций Тарквиний Приск и дядо на последния седми цар Луций Тарквиний Горди.
Демарат е аристократ от династията на Бакхиадите, които управлявали Коринт в продължение на 200 години и са свалени от власт след гражданско недоволство от тирана Кипсел (на латински: Cypselus). Пристига в Италия от гръцкия град Коринт като бежанец през 655 пр.н.е. Демарат се установява в етруския град Тарквиния и се жени за местна благородница. Те имат двама сина Лукумон (на латински: Lucumo) и Арун (на латински: Aruns). Арун умира преди баща си и оставя бременна съпруга. Демарат, който умира малко след това (без да знае, че ще има внук) не оставя никакво наследство за него. Името на внука е Егерий и е баща на Луций Тарквиний Колатин – съпруг на Лукреция. Цялото богатство на Демарат е наследено от Лукумон.
Когато Демарат мигрирал към Италия, взел всичките си богатства и въвел гръцката култура и гръцката керамика. Предполага се, че е довел гръцки грънчари с него от Коринт. Тези грънчари са отговорни за развитието на гръцката керамика в западна континентална Италия.